# Lituania all'Eurovision Young Musicians
La Lituania ha debuttato all'Eurovision Young Musicians 1994, svoltosi a Varsavia, in Polonia.

## Partecipazioni
- Primo posto
- Secondo posto
- Terzo posto

| Anno                                    | Artista             | Strumento | Canzone                         | Posizione       | Posizione       |
| Anno                                    | Artista             | Strumento | Canzone                         | Finale          | Semifinale      |
| --------------------------------------- | ------------------- | --------- | ------------------------------- | --------------- | --------------- |
| 1994                                    | Vilhelmas Čepinskis | Violino   | Concerto No.2 parte 1 di Balsis | Non qualificata | Non qualificata |
| Nessuna partecipazione dal 1996 al 2024 |                     |           |                                 |                 |                 |